# Groupe B des éliminatoires de la zone Afrique de la Coupe du monde de football 2026
Navigation
Groupe A Groupe C
Le groupe B de la zone Afrique des éliminatoires de la Coupe du monde de football 2026 est l'un des neuf groupes de la zone Afrique des éliminatoires de la Coupe du monde qui se déroulera en 2026 aux États-Unis, au Canada et au Mexique. Le groupe B des éliminatoires de la coupe du monde 2026 se compose du Sénégal, de la République démocratique du Congo, de la Mauritanie, du Togo, du Soudan, et du Soudan du Sud.
Le vainqueur du groupe se qualifie directement pour la coupe du monde, et les quatre meilleurs deuxièmes des groupes se qualifient aux barrages continental.

## Tirage au sort
Le tirage au sort des groupes a eu lieu le 13 juillet 2023, à 17h30 heure française, dans la ville d'Abidjan en Côte d'Ivoire.

## Classement
| Rang | Équipe        | Pts | J | G | N | P | Bp | Bc | Diff |  | Résultats (▼ dom., ► ext.) |     |     |     |     |     |     |
| ---- | ------------- | --- | - | - | - | - | -- | -- | ---- |  | -------------------------- | --- | --- | --- | --- | --- | --- |
| 1    | RD Congo      | 13  | 6 | 4 | 1 | 1 | 7  | 2  | +5   |  | RD Congo                   |     | -   | -   | 1-0 | 1-0 | 2-0 |
| 2    | Soudan        | 12  | 6 | 3 | 3 | 0 | 8  | 2  | +6   |  | Soudan                     | 1-0 |     | 0-0 | 1-1 | 1-1 | -   |
| 3    | Sénégal       | 12  | 6 | 3 | 3 | 0 | 8  | 1  | +7   |  | Sénégal                    | 1-1 | -   |     | 2-0 | 4-0 | -   |
| 4    | Togo          | 4   | 6 | 0 | 4 | 2 | 4  | 7  | -3   |  | Togo                       | -   | -   | 0-0 |     | 1-1 | 2-2 |
| 5    | Soudan du Sud | 3   | 6 | 0 | 3 | 3 | 2  | 10 | -8   |  | Soudan du Sud              | -   | 0-3 | -   | -   |     | 0-0 |
| 6    | Mauritanie    | 2   | 6 | 0 | 2 | 4 | 2  | 9  | -7   |  | Mauritanie                 | 0-2 | 0-2 | 0-1 | -   | -   |     |

## Résultats
| 1re journée            | RD Congo                 | 2 - 0   | Mauritanie | Stade des Martyrs, Kinshasa    |                                |
| 15 novembre 2023 17h00 | Wissa 62e · Bongonda 81e | (0 - 0) |            | Arbitrage : Elmabrouk Muhammad | Arbitrage : Elmabrouk Muhammad |
| 15 novembre 2023 17h00 | Bakambu 84e · Baka 86e   |         |            | Arbitrage : Elmabrouk Muhammad | Arbitrage : Elmabrouk Muhammad |

| 18 novembre 2023 | Sénégal                                    | 4 - 0                  | Soudan du Sud | Stade Abdoulaye-Wade, Diamniadio       |                                        |
| 20h00            | Sarr 1re · Mané 6e 56e (pen.) · Camara 45e | (3 - 0)                |               | Arbitrage : Retselisitsoe David Molise | Arbitrage : Retselisitsoe David Molise |
| 20h00            |                                            | 29e Mawith · 55e Maker |               | Arbitrage : Retselisitsoe David Molise | Arbitrage : Retselisitsoe David Molise |

| 16 novembre 2023 | Soudan              | 1 - 1   | Togo        | Martyrs of February Stadium, Benina |                                   |
| 17h00            | Eisa 17e (pen.)     | (1 - 1) | 43e Denkey  | Arbitrage : Andofetra Rakotojaona   | Arbitrage : Andofetra Rakotojaona |
| 17h00            | Agab 27e · Adel 49e |         | 61e Dakonam | Arbitrage : Andofetra Rakotojaona   | Arbitrage : Andofetra Rakotojaona |

| 2e journée             | Soudan du Sud | 0 - 0   | Mauritanie | Stade Abdoulaye-Wade, Diamniadio |                              |
| 21 novembre 2023 17h00 |               | (0 - 0) |            | Arbitrage : Patrice Milazare     | Arbitrage : Patrice Milazare |
| 21 novembre 2023 17h00 | Mawith 85e    |         |            | Arbitrage : Patrice Milazare     | Arbitrage : Patrice Milazare |

| 21 novembre 2023 | Togo                      | 0 - 0   | Sénégal                | Stade de Kégué, Lomé         |                              |
| 17h00            |                           | (0 - 0) |                        | Arbitrage : Mustapha Ghorbal | Arbitrage : Mustapha Ghorbal |
| 17h00            | Romao 29e · Dakonam 90+3e |         | 68e Gueye · 72e Jakobs | Arbitrage : Mustapha Ghorbal | Arbitrage : Mustapha Ghorbal |

| 19 novembre 2023 | Soudan           | 1 - 0   | RD Congo     | Martyrs of February Stadium, Benina |                                   |
| 17h00            | Pickel 79e (csc) | (0 - 0) |              | Arbitrage : Bamlak Tessema Weyesa   | Arbitrage : Bamlak Tessema Weyesa |
| 17h00            | Adel 90e         |         | 63e Tshibola | Arbitrage : Bamlak Tessema Weyesa   | Arbitrage : Bamlak Tessema Weyesa |

| 3e journée        | Togo      | 1 - 1   | Soudan du Sud    | Stade de Kégué, Lomé      |                           |
| 5 juin 2024 18h00 | Narey 61e | (0 - 0) | 68e (csc) Aholou | Arbitrage : Celso Alvação | Arbitrage : Celso Alvação |
| 5 juin 2024 18h00 | Boma 58e  |         | 75e Taban        | Arbitrage : Celso Alvação | Arbitrage : Celso Alvação |

| 6 juin 2024 | Mauritanie | 0 - 2   | Soudan                      | Stade Cheikha Ould Boïdiya, Nouakchott |                           |
| 18h00       |            | (0 - 2) | 15e Teiri · 29e (csc) Abeid | Arbitrage : Daniel Laryéa              | Arbitrage : Daniel Laryéa |
| 18h00       |            | Rapport | 38e Raouf · 78e Agab        | Arbitrage : Daniel Laryéa              | Arbitrage : Daniel Laryéa |

| 6 juin 2024 | Sénégal                    | 1 - 1   | RD Congo   | Stade Me Abdoulaye Wade, Diamniadio |                           |
| 21h00       | Sarr 45+1e                 | (1 - 0) | 85e Mayele | Arbitrage : Ibrahim Mutaz           | Arbitrage : Ibrahim Mutaz |
| 21h00       | Niakhaté 68e · Gueye 90+7e |         | 66e Elia   | Arbitrage : Ibrahim Mutaz           | Arbitrage : Ibrahim Mutaz |

| 4e journée        | RD Congo      | 1 - 0   | Togo      | Stade des Martyrs, Kinshasa |                      |
| 9 juin 2024 18h00 | Elia 6e       | (1 - 0) |           | Arbitrage : Melki M.        | Arbitrage : Melki M. |
| 9 juin 2024 18h00 | Kayembe 90+5e |         | 4e Agbozo | Arbitrage : Melki M.        | Arbitrage : Melki M. |

| 10 juin 2024 | Mauritanie                                  | 0 - 1   | Sénégal     | Stade Cheikha Ould Boïdiya, Nouakchott |                        |
| 18h00        |                                             | (0 - 1) | 27e Diallo  | Arbitrage : Guezzaz S.                 | Arbitrage : Guezzaz S. |
| 18h00        | Fofana 24e · Diaw 45+5e · Ngom 84e · Ba 86e |         | 90+7e Mendy | Arbitrage : Guezzaz S.                 | Arbitrage : Guezzaz S. |

| 11 juin 2024 | Soudan du Sud | 0 - 3   | Soudan                                                 | Juba Stadium, Juba                            |                                               |
| 15h00        |               | (0 - 1) | 45+3e Walieldin Khidir · 51e Mohamed · 78e Abdel Raman | Spectateurs : 10 000 Arbitrage : Heeralall A. | Spectateurs : 10 000 Arbitrage : Heeralall A. |
| 15h00        | Wani 77e      |         | 45+1e Abdel Raman                                      | Spectateurs : 10 000 Arbitrage : Heeralall A. | Spectateurs : 10 000 Arbitrage : Heeralall A. |

| 5e journée         | RD Congo       | 1 - 0   | Soudan du Sud | Stade des Martyrs, Kinshasa |                           |
| 21 mars 2025 17h00 | Bongonda 45+3e | (1 - 0) |               | Arbitrage : Celso Alvação   | Arbitrage : Celso Alvação |
| 21 mars 2025 17h00 | Rapport        |         |               | Arbitrage : Celso Alvação   | Arbitrage : Celso Alvação |

| 22 mars 2025 | Togo                   | 2 - 2   | Mauritanie              | Stade de Kégué, Lomé          |                               |
| 17h00        | Klidje 4e · Denkey 69e | (1 - 0) | 52e Koita · 55e Mahmoud | Arbitrage : Amin Mohamed Omar | Arbitrage : Amin Mohamed Omar |
| 17h00        | Rapport                |         |                         | Arbitrage : Amin Mohamed Omar | Arbitrage : Amin Mohamed Omar |

| 22 mars 2025 | Soudan  | 0 - 0   | Sénégal | Benina Martyrs Stadium, Benghazi   |                                    |
| 20h00        |         | (0 - 0) |         | Arbitrage : Patrice Tanguy Mebiame | Arbitrage : Patrice Tanguy Mebiame |
| 20h00        | Rapport |         |         | Arbitrage : Patrice Tanguy Mebiame | Arbitrage : Patrice Tanguy Mebiame |

| 25 mars 2025 | Soudan   | 1 - 1   | Soudan du Sud | Benina Martyrs Stadium, Benina |                           |
| 20h00        | Eisa 76e | (0 - 0) | 90+8e Sebit   | Arbitrage : Jean Ouattara      | Arbitrage : Jean Ouattara |
| 20h00        | Rapport  |         |               | Arbitrage : Jean Ouattara      | Arbitrage : Jean Ouattara |

| 6e journée         | Mauritanie | 0 - 2   | RD Congo               | Stade municipal de Nouadhibou, Nouadhibou |                               |
| 25 mars 2025 22h00 |            | (0 - 1) | 3e Pickel · 83e Mayele | Arbitrage : Mohamed Athoumani             | Arbitrage : Mohamed Athoumani |
| 25 mars 2025 22h00 | Rapport    |         |                        | Arbitrage : Mohamed Athoumani             | Arbitrage : Mohamed Athoumani |

| 25 mars 2025 | Sénégal                   | 2 - 0   | Togo | Stade Abdoulaye-Wade, Diamniadio |                                 |
| 22h00        | Sarr 35e · Boma 67e (csc) | (1 - 0) |      | Arbitrage : Peter Waweru Kamaku  | Arbitrage : Peter Waweru Kamaku |
| 22h00        | Rapport                   |         |      | Arbitrage : Peter Waweru Kamaku  | Arbitrage : Peter Waweru Kamaku |

| 7e journée                            | Mauritanie | - | Togo | stade à déterminer |             |
| 1er septembre 2025 heure à déterminer |            |   |      | Arbitrage :        | Arbitrage : |

| 1er septembre 2025 | Soudan du Sud | - | RD Congo | stade à déterminer |             |
| heure à déterminer |               |   |          | Arbitrage :        | Arbitrage : |

| 1er septembre 2025 | Sénégal | - | Soudan | stade à déterminer |             |
| heure à déterminer |         |   |        | Arbitrage :        | Arbitrage : |

| 8e journée                          | RD Congo | - | Sénégal | stade à déterminer |             |
| 8 septembre 2025 heure à déterminer |          |   |         | Arbitrage :        | Arbitrage : |

| 8 septembre 2025   | Mauritanie | - | Soudan du Sud | stade à déterminer |             |
| heure à déterminer |            |   |               | Arbitrage :        | Arbitrage : |

| 8 septembre 2025   | Togo | - | Soudan | stade à déterminer |             |
| heure à déterminer |      |   |        | Arbitrage :        | Arbitrage : |

| 9e journée                        | Soudan du Sud | - | Sénégal | stade à déterminer |             |
| 6 octobre 2025 heure à déterminer |               |   |         | Arbitrage :        | Arbitrage : |

| 6 octobre 2025     | Togo | - | RD Congo | stade à déterminer |             |
| heure à déterminer |      |   |          | Arbitrage :        | Arbitrage : |

| 6 octobre 2025     | Soudan | - | Mauritanie | stade à déterminer |             |
| heure à déterminer |        |   |            | Arbitrage :        | Arbitrage : |

| 10e journée                        | RD Congo | - | Soudan | stade à déterminer |             |
| 13 octobre 2025 heure à déterminer |          |   |        | Arbitrage :        | Arbitrage : |

| 13 octobre 2025    | Soudan du Sud | - | Togo | stade à déterminer |             |
| heure à déterminer |               |   |      | Arbitrage :        | Arbitrage : |

| octobre 2025       | Sénégal | - | Mauritanie | stade à déterminer |             |
| heure à déterminer |         |   |            | Arbitrage :        | Arbitrage : |

## Statistiques

### Discipline
| Joueurs | Cartons | Suspensions |
| ------- | ------- | ----------- |
|         |         |             |